# Alexisbad
Alexisbad est une station thermale historique d'Allemagne dans le Land de Saxe-Anhalt. Depuis 2009, c'est un quartier de Harzgerode.

## Géographie
Le village est situé dans les montagnes du Harz, à environ 325 mètres d'altitude. Il se trouve au cœur d'une vallée parcourue par le torrent Selke, un affluent de la Bode.

## Histoire
Le lieu est mentionné pour la première fois en 983 sous le nom de Hagananroth (Hagenrode), prétendument d'un abbé du monastère voisin de Thankmarsfelde qui a été transféré à Nienburg vers l'an 975. Dix ans plus tard, la colonie obtint le droit de tenir marché par décret du roi Otton III. En tant que prévôté, elle resta propriétaire de l'abbaye bénédictine de Nienburg et fut placée sous la protection du pape Alexandre III le 24 mai 1179. Après un déclin économique de longue durée, les édifices furent abandonnés et pillés au cours de la guerre des Paysans allemands en 1525.

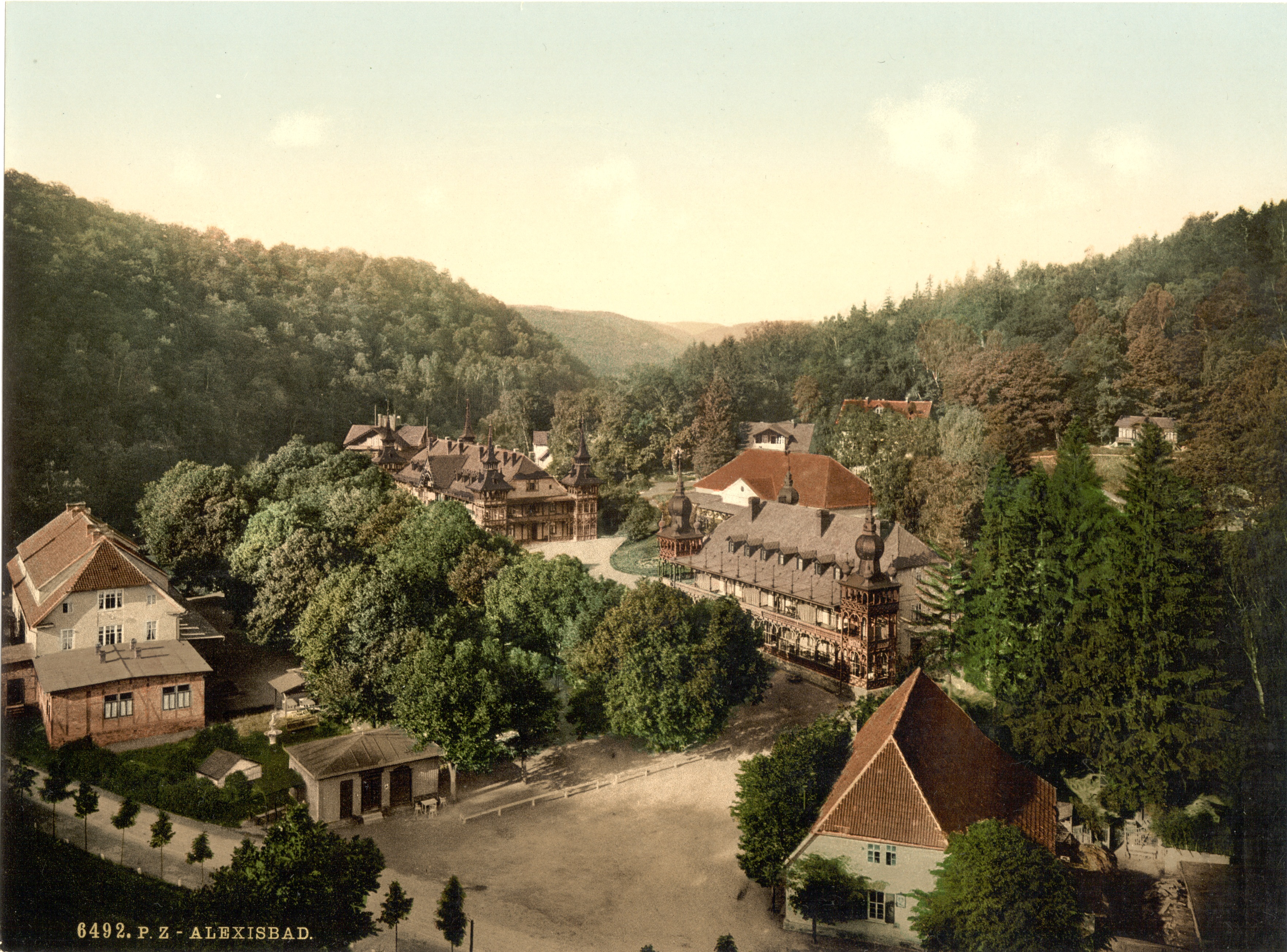
Alexisbad vers l'an 1900.

Avec la sécularisation de l'abbaye de Nienburg en 1563, les domaines sur la Selke échurent aux princes d'Anhalt. Au début des temps modernes, l'exploitation minière commença dans la vallée. En 1766, le médecin particulier du prince Frédéric-Albert d'Anhalt-Bernbourg a étudié l'eau de source trouvée dans une ancienne galerie. Sous le gouvernement de son fils Alexis-Frédéric-Christian, en 1809, le médecin Karl Ferdinand von Gräfe fait des recherches pour déterminer la qualité de l'eau. 
Au cours des années suivantes, la station d'Alexisbad fut célèbre pour ses sources ferrugineuses, qui furent les plus riches d'Allemagne. En 1820, le compositeur Carl Maria von Weber y a passé un sèjour. Les bains ont été établis autour d'un chalet de la famille princière, construit en 1822 sur des plans de Karl Friedrich Schinkel. Après la Seconde Guerre mondiale, les complexes thermaux ont servi des maisons de vacances pour les employés de la Deutsche Reichsbahn, du ministère de l'Intérieur, du ministère de la Sécurité d'État et de la Volkspolizei de la République démocratique allemande (RDA). De nombreux bâtiments historiques sont conservés.